# 삼공 (칭호)
삼공(三公)은 중국 및 그 영향을 받은 동아시아 여러 국가의 전근대 관직 제도의 하나로 국가 정치기관의 최고위에 위치한 관직이다.

## 기원
그 기원은 고대 중국 주(周) 왕조에서 시작된다. 주에서는 태사(太師), 태부(太傅), 태보(太保)의 세 관직을 삼공이라 불렸다. 궁정의 뜰에 회화나무를 심어 삼공은 정무를 볼 때면 이 회화나무를 향해 앉았기 때문에 점잖게 삼괴(三槐)라고도 불렸다.

## 중국
진(秦)이나 전한(前漢)에서는 행정을 맡은 승상(대사도), 군사를 맡은 태위(대사마), 감찰・정책 입안을 맡은 어사대부(대사공)의 세 관직을 삼공이라 불렀는데, 후한 이후에는 사도(司徒), 사공(司空), 태위(太尉)로 이름을 고쳤다.
위(魏) 때에 이르러서는 실권을 상서(尙書) 등에게 빼앗기고 장로로서의 명예직으로 변해, 위지(魏志) 고유전(高柔傳)에는 “삼공을 한 달에 두 번은 입궐시켜 천하의 일에 대한 의견을 청취하도록 고쳐야 한다”고 상서했던 것이 인용되어 있다(고유 본인도 후에 삼공이 되기는 하지만, 그때 그의 나이는 이미 73세의 고령이었다). 이후 3성 6부(三省六部)의 제도가 정비되기에 이르자 삼공은 완전한 명예직이 되어 시대에 따라 다시 태사(太師), 태부(太傅), 태보(太保)의 세 관직이 삼공이라 불리게 되었다.

## 한국
한국은 고려 시대에 태위와 사도, 사공의 세 관직을 가리켜 삼공이라 불렀는데, 모두 정1품직으로 실무는 보지 않고 국가의 고문 역할을 하는 최고의 명예직이었으며, 적임자가 없으면 임명하지 않고 결원으로 두었다. 조선 왕조는 의정부(議政府)의 최고 수장인 영의정(領議政)과 좌의정(左議政), 우의정(友議政)의 세 관직을 삼공이라 불렀다.

## 일본
일본(日本)의 경우 율령제(律令制)에 따라 태정관(太政官)의 수장인 태정대신(太政大臣)과 좌대신(左大臣), 우대신(右大臣)을 가리킨다. 훗날 우대신(右大臣)의 밑에 내대신(内大臣)이 설치되고, 상시 임명되는 관직이 아니었던 태정대신을 제외한 좌대신, 우대신, 내대신을 가리키게 되었지만, 에도 시대(江戸時代)에 금중병공가제법도(禁中並公家諸法度)가 제정되어 내대신을 제외하고 다시 태정대신을 삼공에 포함시키는 것으로 정의되었다. 미나모토노 사네토모(源実朝)의 노래집 《긴카이와카슈》(金槐和歌集)는 그가 삼공의 하나였던 우대신을 지냈던 것에서 연유한다.

## 같이 보기
- 공주 - 천자의 딸을 시집 보낼 때 삼공이 중매를 섰기 때문에 공주라는 호칭이 생겨났다.